# Orio
Orio is een gemeente in de Spaanse provincie Gipuzkoa in de regio Baskenland met een oppervlakte van 10 km². Orio telt 5.851 inwoners (1 januari 2016).

## Demografische ontwikkeling
Bron: INE, 1857-2011: volkstellingen